# Diego Ponce de León y Guzmán
Diego Ponce de León y Guzmán fue un poeta español del siglo XVI.
Mucho se ha discutido acerca de su patria, atribuyendo unos a Antequera y otros a Granada la tierra en que vio la luz primera. Se tiene, sin embargo, como más seguro que fue ésta Utrera, en la provincia de Sevilla, donde consta que su familia poseía algunos bienes. Estudió cánones en Osuna en 1580.
Pedro de Espinosa en sus Flores de poetas ilustres, incluye una composición de Ponce de León y Guzmán.
- El contenido de este artículo incorpora material del tomo 46 de la Enciclopedia Universal Ilustrada Europeo-Americana (Espasa), cuya publicación fue anterior a 1945, por lo que se encuentra en el dominio público.

- Datos: Q5806480